# درگیری‌های اسماعیلیان نزاری و سلجوقیان
در اواخر قرن یازدهم، زیرفرقه اسماعیلیه شیعه طرفداران زیادی در ایران پیدا کرده بود، اگرچه این منطقه توسط امپراتوری سنی سلجوقی اداره می‌شد. جو متخاصم نظم عباسی-سلجوقی باعث شورش اسماعیلیان ایرانی تحت آزار به رهبری حسن صباح مستقر در قلعه غیرقابل دسترس الموت شد. بسیاری از سنگرهای مشابه توسط اسماعیلیان در سراسر ایران تصرف یا ساخته شدند و عملاً دولتی در قلمروی سلجوقیان تأسیس کردند.
عوامل اقتصادی-اجتماعی و پیشینه مذهبی این جمعیت و نیز ماهیت غیرمتمرکز سیاسی حکومت سلجوقی، همگی گسترش سریع این شورش را تسهیل کردند، در حالی که به دست آوردن حساب شده سنگرها و وفاداری‌ها و حذف گزینش شده رهبران دشمن توسط اسماعیلیان از طریق ترور تلاش‌های نظامی مستمر سلجوقیان علیه حریف ضعیف‌ترشان را خنثی کرد.
جنبش انقلابی نزاریان به زودی قدرت اولیه خود را از دست داد و قلمروهای آنها به سنگرهای منزوی در مناطق دورافتاده محدود شد. با این حال سلجوقیان پس از جنگ‌های طولانی نتوانستند نزاریان را نابود کنند و به‌طور ضمنی وجود آنها را پذیرفتند. حکومت نزاریان حتی از حکومت سلجوقیان نیز بیشتر دوام آورد.

## تأسیس دولت الموت توسط حسن صباح
در دهه‌های پایانی امامت خلیفه فاطمی ، المستنصر بالله، بسیاری در ایران (در آن زمان تحت امپراتوری سلجوقیان) به آموزه فاطمی اسماعیلیه گرویده بودند، در حالی که آموزه قرمطی رو به زوال بود. ظاهراً اسماعیلیان ایران از قبل اقتدار یک رئیس به عنوان داعی (دعوت کننده) واحد مستقر در یک مقر مخفی در پایتخت سلجوقیان، اصفهان، را به رسمیت شناخته بودند. داعی در دهه ۱۰۷۰، عبدالملک بن عطش، از علمای فاطمی بود که حتی در میان نخبگان اهل سنت نیز مورد احترام بود. او در سال ۱۰۸۰ شورشی را رهبری کرد که محرک آن سرکوب شدید اسماعیلیان توسط سلجوقیان بود.
از جمله داعیان فعال در دوران عبدالملک، حسن صباح بود. اسماعیلیان ایرانی از قدرت رو به زوال فاطمیان آگاه بودند. حسن نیز باید متوجه شده باشد که خلافت فاطمی (که اکنون عملاً تحت کنترل داعی الدعات بدر الجمالی بود) نسبت به حمایت از اسماعیلیان ایرانی در مبارزه آنها علیه سلجوقیان تمایل و توانی نداشت؛ بنابراین او یک استراتژی مستقل انقلابی طراحی کرد. در طول نه سال خود فعالیت در خدمت دعوت فاطمی در نقاط مختلف ایران، حسن نقاط قوت و نقاط ضعف در دوران سلجوقیان مورد بررسی قرار داده بود. او تلاش‌های خود را در منطقه کوهستانی شمالی دیلم متمرکز کرد، پایگاهی سنتی برای شیعیان زیدی که قبلاً دعوت اسماعیلیه در آن نفوذ کرده بود.

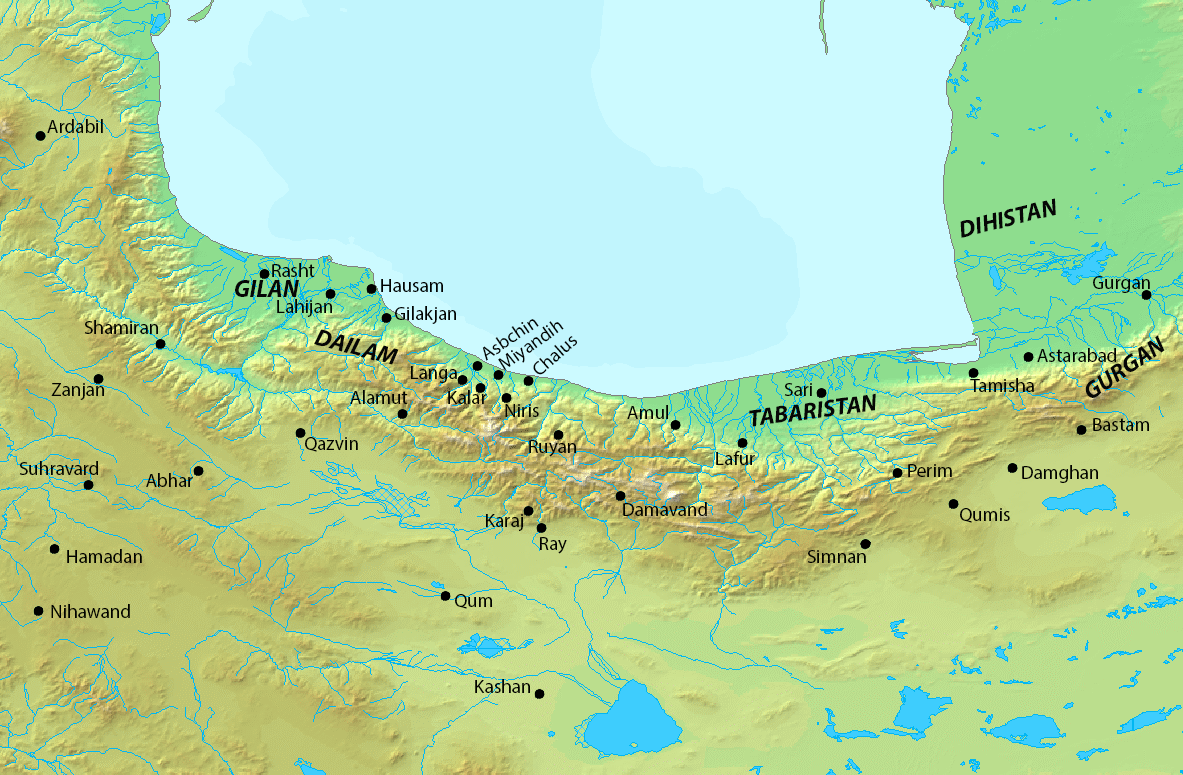
نقشه شمال فارس

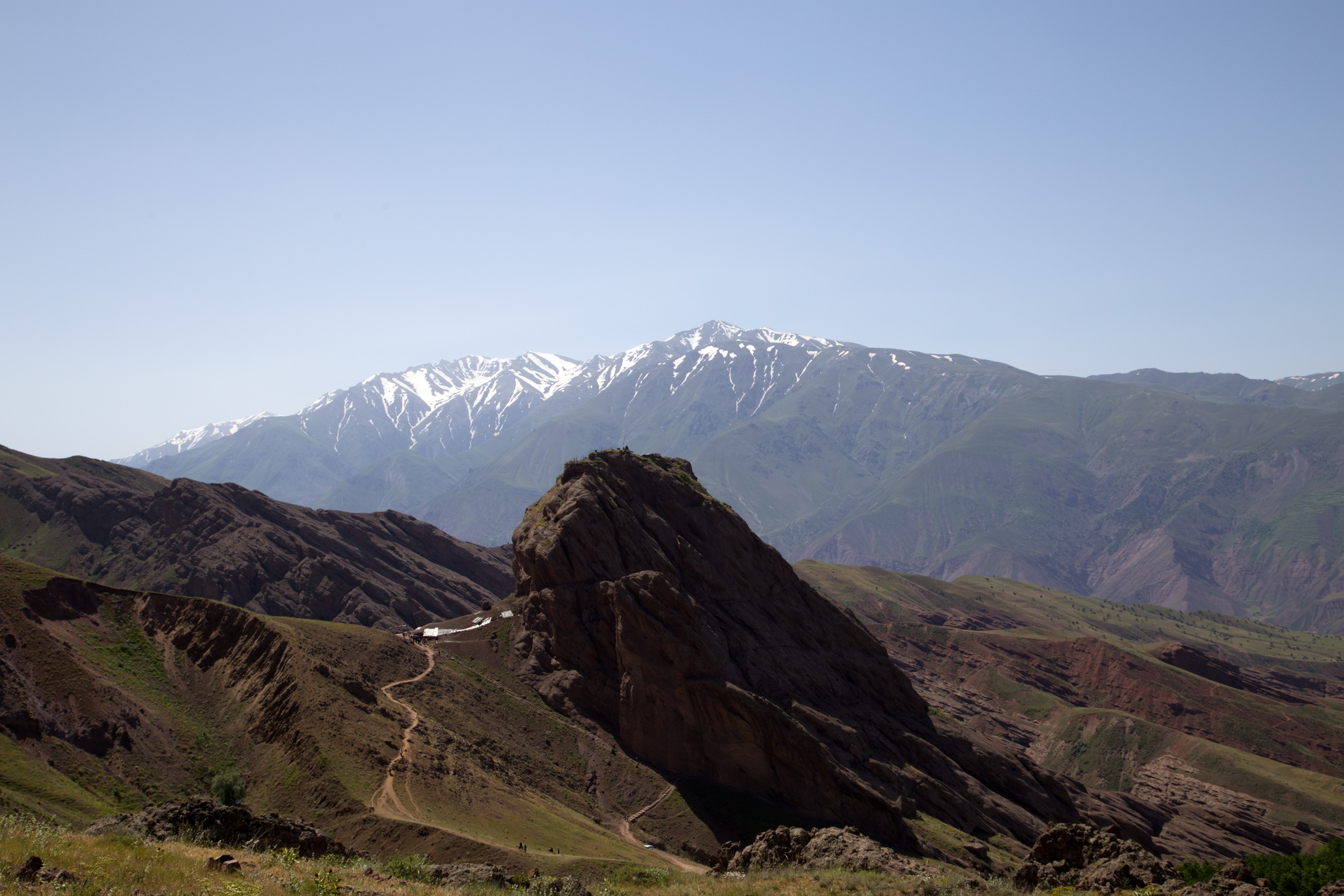
الموت برای استفاده به عنوان یک دژ تسخیر ناپذیر ایده‌آل بود.

حسن در سال ۱۰۸۷ قلعه دورافتاده و غیرقابل دسترس الموت را به عنوان پایگاه آینده خود انتخاب کرد. وی از پایگاه خود دامغان و بعداً شهریارکوه (در طبرستان) چندین داعی را برای تغییر دین اهالی آبادی‌های دره الموت اعزام کرد. حسن سرانجام به عنوان داعی فاطمی دیلم منصوب شد. فعالیت‌های حسن مورد توجه وزیر سلجوقی نظام الملک (حاکم واقعی سلجوقی) قرار گرفت که به دامادش ابومسلم، والی ری، دستور داد تا داعی را دستگیر کند. حسن موفق شد مخفی بماند و به موقع به دیلم رسید و موقتاً در قزوین اقامت گزید.
حسن با نقشه ای مبتکرانه قلعه الموت را از دست حاکم زیدی آن یعنی مهدی گرفت. برخی از نگهبانان مهدی قبلاً مخفیانه توسط داعیان حسن، به ویژه حسین قائنی به اسماعیلیه گرویده بودند. حسن از قزوین داعی دیگری را به الموت فرستاد. در همین حال، اسماعیلیان از جاهای دیگر به منطقه الموت نفوذ کردند. حسن سپس به اشکور و سپس انجیرود رفت و به قلعه نزدیک شد و در آستانه ۴ سپتامبر ۱۰۹۰ مخفیانه وارد خود قلعه شد و مدتی در لباس معلم کودکان در آنجا زندگی کرد. مهدی سرانجام هویت واقعی حسن را کشف کرد، اما ناتوان بود زیرا اکثر پادگان و مردم محلی دیگر اسماعیلی شده بودند. حسن به مهدی اجازه داد تا با آرامش آنجا را ترک کند و سپس از طریق مظفر، رئیس سلجوقی و یک اسماعیلی مخفی، ۵۰۰ دینار برای قلعه به او پرداخت. این تصرف نشان دهنده تأسیس دولت اسماعیلیه در ایران و آغاز دوره موسوم به الموت است که در آن دعوت اسماعیلیان به عنوان یک شورش آشکار علیه مقامات اهل سنت آشکار شد.